# Ovidiu Rădoi
Ovidiu Rădoi (n. 6 octombrie 1968) este un fost senator român în legislatura 2004-2008, ales în județul Caraș-Severin pe listele partidului PNL. Ovidiu Rădoi a fost membru în grupurile parlamentare de prietenie cu Republica Cipru, Regatul Țărilo de Jos (Olanda) și Japonia. Ovidiu Rădoi a fost membru în comisia pentru privatizare și administrarea activelor statului (din sep. 2005) și în comisia pentru buget, finanțe, activitate bancară și piață de capital (până în sep. 2005). Ovidiu Rădoi a înregistrat 10 luări de cuvânt în 10 ședințe parlamentare și a inițiat 14 propuneri legislative, din care 3 au fost promulgate legi.